# Rathaus station
Rathaus station tillhör Hamburgs tunnelbana  och ligger på linje U3. Stationen ligger mitt i centrala Hamburg i stadsdelen Altstadt precis intill en av Hamburgs mest berömda byggnader, nämligen Hamburgs rådhus. Affärsgatan Mönckebergstrasse finns i närheten samt Europa Passage, där en utgång finns. Det finns gångtunnlar till Jungfernstieg station.

## Bilder

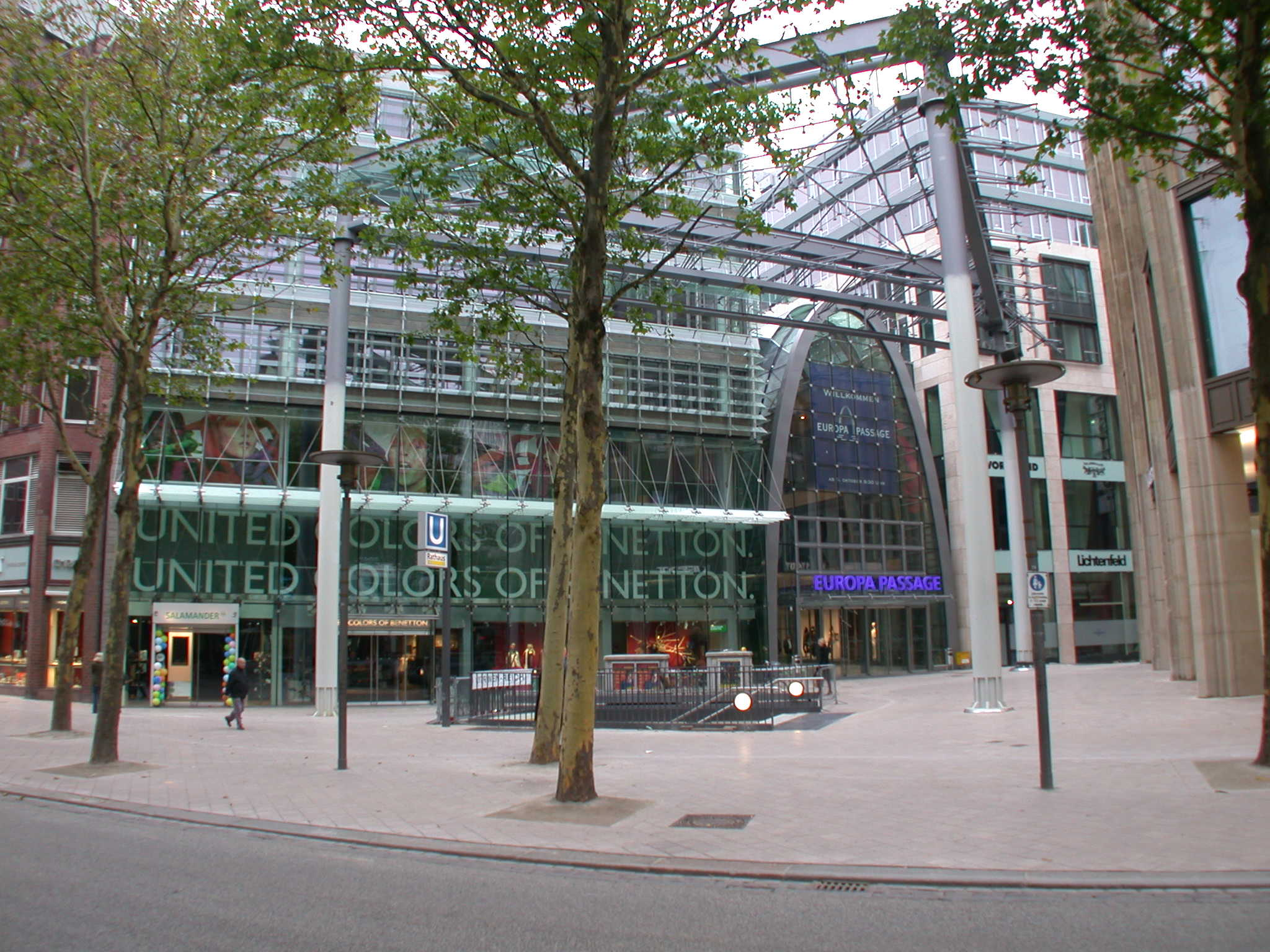
Ingång till stationen vid Europa Passage
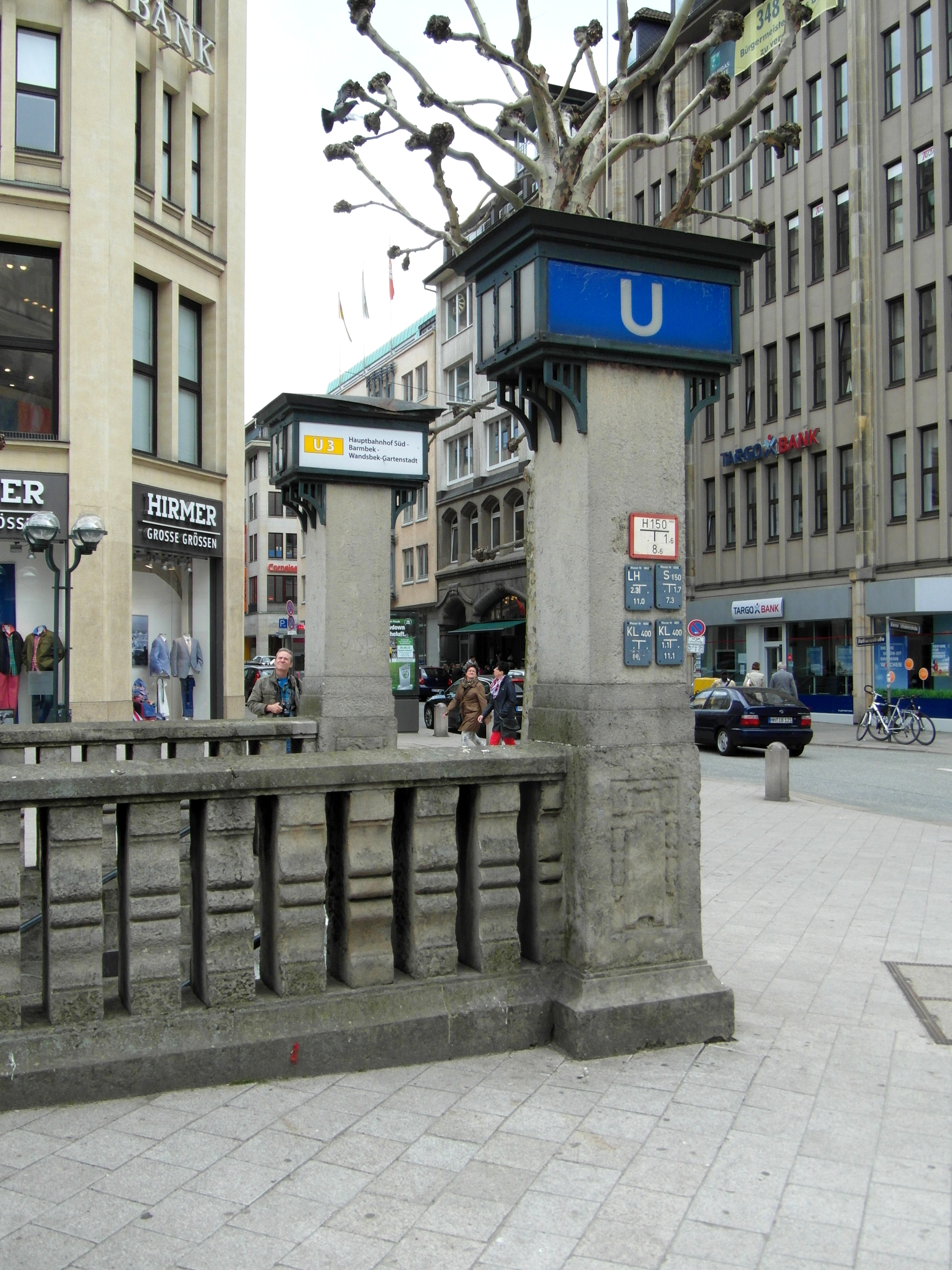
Ingång Rathausmarkt
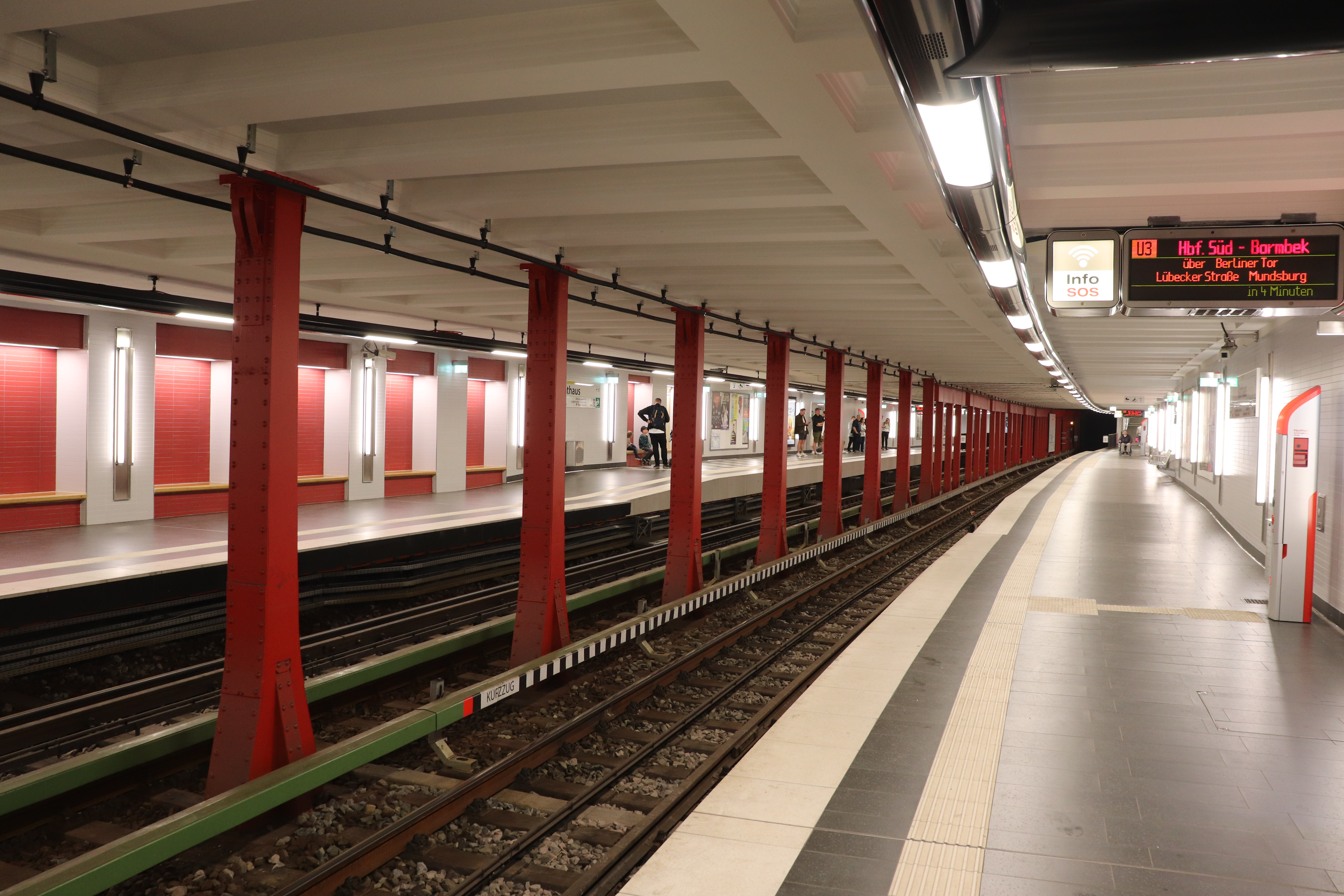